# 亞當斯縣 (密西西比州)
亞當斯縣（英語：Adams County）是美國密西西比州西南部的一個縣，西隔密西西比河與路易斯安那州相望。面積1,259平方公里。根據美國2000年人口普查，共有人口34,340人。縣治納奇茲 (Natchez)。
成立於1799年4月2日，是該州最早成立的縣。縣名紀念第二任總統約翰·亞當斯。